# 크루너 목록
다음은 크루너 목록이다.

## 황금기 (1920년대~1960년대)
- 알 보울리
- 알 졸슨
- 알 마르티노
- 앤디 윌리엄스
- 배리 화이트
- 빙 크로스비
- 보비 대린
- 보비 라이델
- 브룩 벤턴
- 브라이언 페리
- 카를로스 가르델
- 샤를 아즈나부르
- 딘 마틴
- 데지 아너즈
- 딕 헤임즈
- 딕 파월
- 도메니코 모두뇨
- 에디 피셔
- 에디 아널드
- 엘비스 프레슬리
- 잉글버트 험퍼딩크
- 페이비언 포트
- 프랭크 시나트라
- 프랭크 시나트라 주니어
- 프랭키 레인
- 잭 존스
- 제임스 대런
- 짐 모리슨
- 조니 도렐리
- 조니 마티스
- 멜 토메
- 머브 그리핀
- 냇 킹 콜
- 닐 다이아몬드
- 팻 분
- 폴 앵카
- 페리 코모
- 리키 넬슨
- 로이 오비슨
- 루디 발레
- 새미 데이비스 주니어
- 실비오 베를루스코니
- 톰 존스 (가수)
- 토니 베넷
- 토니 마틴 (미국의 가수)
- 본 먼로
- 빅 더몬
- 웨인 뉴턴

## 황금기 이후 (1970년대 ~ 현재)
- 베리 매닐로우
- 크리스 아이작
- 해리 코닉 주니어
- 마이클 볼튼
- 마이클 부블레
- 닉 케이브
- 세스 맥팔레인
- 샘 스미스
- 파더 존 미스티

## 같이 보기
- 전통 팝 음악
- 이지 리스닝